# Tsukuba Club
Tsukuba Club（つくばクラブ）は、茨城県つくば市に本拠地を置き、日本野球連盟に加盟している社会人野球のクラブチームである。
筑波大学硬式野球部OBが中心となって設立された。メンバーは学生、社会人と幅広い層で構成されている。

## 概要
2007年7月に筑波大学硬式野球部OBが中心となって設立され、2009年4月7日付けで日本野球連盟に加盟した。
2014年は加盟6年目にして初の全日本クラブ野球選手権北関東予選進出を決め、2015年は都市対抗茨城予選では第3代表として初の二次予選進出を決めた。

## 主な成績
- JABA関東連盟クラブ選手権大会 出場3回

## 所属していた選手
- 國保陽平 - 元ティフアナ・シマロンズ（米独立ゴールデン・ベースボール・リーグ）。のちに岩手県立大船渡高等学校野球部監督。
- 小松原鉄平 - 元兵庫ブルーサンダーズ（関西独立リーグ (初代)）[2]。福井ワイルドラプターズ球団社長[2]、日本独立リーグ野球機構事務局長。
- 石野恒正 - 元大阪ホークスドリーム（関西独立リーグ (初代)）[3]
- 徳田正憲 - 現YouTuber（トクサン）[4]。